# باز سوینسون
باز سوینسون یا سارگپه سوینسون (نام علمی: Buteo swainsoni) نام یک گونه از سرده سارگپه و راسته بازسانان (Accipitriformes) است. این گونه به نام ویلیام سواینسون، طبیعت‌شناس بریتانیایی نام‌گذاری شده است. در زبان عامیانه به باز ملخ‌خوار معروف است، زیرا به Acrididae (ملخ‌ها) علاقه زیادی دارد و هر زمان که این حشرات در دسترس باشد با حرص و ولع می‌خورد. زیستگاه زادآوری آنها چمنزارها و مراتع خشک در غرب آمریکای شمالی است. آنها یک لانه چوبی در درخت یا درختچه یا لبه صخره می‌سازند. این گونه یک مهاجر از راه دور است که در آرژانتین زمستان‌گذرانی می‌کند. به عنوان یک سرگردان در همسایه شیلی، در کشورهای جزیره‌ای جمهوری دومینیکن، و ترینیداد و توباگو، و در نروژ ثبت شده است.[۱] این گونه از دیدگاه رده‌بندی به شاهین گالاپاگوس نزدیک است، همان‌طور که تحقیقات اخیر نشان داده است. سپس شاید ۳۰۰۰۰۰ سال پیش، زمانی بسیار کوتاه در تکامل، از پرندگان سرزمین اصلی جدا شد.

## ویژگی‌ها
باز سواینسون شکاری و عضوی میان‌جثه از سرده سارگپه‌ها است. به‌طور گسترده‌ای از نظر اندازه با سارگپه دم‌سرخ (B. jamaicensis) همپوشانی دارد، گونه‌ای مرتبط که تقریباً در سراسر آمریکای شمالی به عنوان ساکن تولیدمثلی یافت می‌شود. طول باز سواینسون به‌طور متوسط کمی کوتاه‌تر، ۴۳ تا ۵۶ سانتی‌متر (۱۷ تا ۲۲ اینچ) و وزن کمی کمتر، ۰٫۵ تا ۱٫۷ کیلوگرم (۱٫۱ تا ۳٫۷ پوند) است.[۳][۴][۵] با این حال، شاهین سواینسون دارای طول بال کمی بلندتر در ۱۱۷–۱۳۷ سانتی‌متر (۴۶–۵۴ اینچ)، با بال‌های باریک‌تر و کشیده‌تر از باز دم‌سرخ است.[۳] بازهای سواینسون ماده، با وزن متوسط ۱٫۱۵ کیلوگرم (۲٫۵ پوند)، تا حدودی بزرگ‌تر و سنگین‌تر از نرها هستند، به‌طور متوسط ۰٫۸۱ کیلوگرم (۱٫۸ پوند). در میان اندازه‌های استاندارد، وتر بال ۳۶٫۲–۴۲٫۷ سانتی‌متر (۱۴٫۳–۱۶٫۸ اینچ)، دم ۱۸٫۵–۲۳٫۴ سانتی‌متر (۷٫۳–۹٫۲ اینچ)، قلم پا (تارسوس) ۶٫۲–۸ سانتی‌متر (۲٫۴–۳٫۱ اینچ) و نوک (۲٫۴–۳٫۱ اینچ) از شکاف) ۳–۳٫۵ سانتی‌متر (۱٫۲–۱٫۴ اینچ) است.[۳] در حین پرواز، باز سواینسون بال‌های خود را به صورت دووجهی کمی نگه می‌دارد. در حالی که اوج می‌گیرد کمی به جلو و عقب خم می‌شود. دو تنوع رنگی اصلی وجود دارد. بیش از ۹۰٪ از افراد ریخت روشن دارند. ریخت تیره بیشتر در غرب دور دامنه پراکنش رایج است:[۶] بزرگسالان دارای شکل روشن در زیرتنه آنها سفیدرنگ هستند و روی قفسه سینه یک «سنگ» تیره و قرمز و گلو و صورت سفید قابل توجه است. بال‌های زیرین که هنگام اوج‌گیری پرنده دیده می‌شوند، دارای آسترهای روشن (لبه جلویی) و پرهای تیره پرواز (لبه دنباله‌دار) هستند که الگویی منحصر به فرد در میان شکارچیان آمریکای شمالی است. دم خاکستری مایل به قهوه‌ای با حدود شش نوار تیره باریک و یک نوار پیش‌پایانی پهن‌تر است. روتنه قهوه‌ای است. جوجه‌ها شبیه هم هستند اما نواحی تیره دارای خال‌های کم‌رنگ و نواحی روشن به خصوص پهلوها دارای خال‌های تیره هستند. قفسه سینه رنگ‌پریده با برخی علائم تیره‌تر است. نوار پیش‌پایانی دم کمتر مشخص است. پرندگان در اولین بهار خود ممکن است به دلیل سایش پر، سرهای رنگ‌پریده داشته باشند. پرندگان تیره رنگ قهوه‌ای تیره هستند به جز یک لکه روشن در زیر دم. یک نوع حنایی وجود دارد که در زیرتنه با نوارهای قرمز روشن‌تر است. دم در هر دو ریخت شبیه دم‌های ریخت روشن است.

## پراکندگی
باز سواینسون عمدتاً در بهار و تابستان در آمریکای شمالی و و زمستان‌ها در آمریکای جنوبی زندگی می‌کند. مناطق تولیدمثل شامل جنوب مرکزی آلبرتا، مرکزی ساسکاچوان، جنوب غربی مانیتوبا، و غرب و جنوب مینه سوتا است. آنها تا شمال شرق مرکزی آلاسکا و جنوب غربی یوکان تولیدمثل می‌کنند. زادآوری به سمت جنوب از طریق بخش‌های شرقی واشینگتن و اورگان، به صورت محلی تا دره مرکزی کالیفرنیا، آریزونا، نیومکزیکو، کلرادو و بیشتر تگزاس ادامه می‌یابد. بخش شرقی محدوده آن شامل مینه‌سوتا، شمال غربی آیووا، بیشتر نبراسکا، کانزاس و اوکلاهاما و سراسر به‌جز شرق تگزاس است. به‌طور دوره‌ای در آیووا و به‌ندرت در شمال غربی میسوری، شمال ایلینوی و جنوب غربی ویسکانسین یاف می‌شود. مسیر مهاجرت باز سواینسون برای تهیه این نقشه ۳۰ پرنده مجهز به دستگاه ردیابی ماهواره‌ای شدند. جمعیت‌های کوچکی در جنوب شرقی فلوریدا و در امتداد سواحل تگزاس زمستان می‌گذرانند که احتمالاً نتوانسته‌اند مسیر جنوب را در اطراف خلیج مکزیک پیدا کنند. افراد گزارش‌شده در شمال این مناطق در زمستان (به عنوان مثال، در شمارش پرندگان کریسمس) تقریباً همیشه به اشتباه از سایر گونه‌ها شناسایی می‌شوند. شاهین‌های سواینسون بیشتر در پامپاهای آمریکای جنوبی در آرژانتین، اروگوئه و جنوب برزیل زمستان می‌گذرانند.[۷] جمعیت بازهای سواینسون که در دره مرکزی کالیفرنیا زادآوری می‌کنند، در غرب مکزیک و آمریکای مرکزی نیز زمستان می‌گذرانند.[۸]

## مهاجرت
باز سواینسون پس از شاهین‌های پرگرین لانه‌ساز در قطب شمال، دومین مهاجر طولانی‌تر در میان شکارچیان آمریکای شمالی است. پرواز از محل زادآوری تا پامپاهای آمریکای جنوبی در جنوب برزیل یا آرژانتین می‌تواند تا ۷۱۰۰ مایل (۱۱۴۰۰ کیلومتر) باشد. هر مهاجرت می‌تواند حداقل دو ماه طول بکشد. آنها از اوت تا اکتبر مناطق تولیدمثل را ترک می‌کنند. مهاجرت پاییزی هر روز صاف که در آن باد در جهت کلی سفر می‌وزد آغاز می‌شود. پرندگان با اوج گرفتن دایره‌ای بر روی یک ستون گرمایی بالارونده ارتفاع می‌گیرند و سپس بال‌های خود را می‌بندند و دم خود را در حین سر خوردن می‌بندند، به آرامی ارتفاع را از دست می‌دهند تا زمانی که حرارت دیگری پیدا کنند و با آن بالا بیایند؛ بنابراین، امواج و گروه‌های کوچک در سراسر آسمان پخش می‌شوند. پرندگان به تدریج به سمت جنوب به سمت آمریکای مرکزی حرکت می‌کنند، جایی که تقریباً کل جمعیت از تنگه پاناما عبور می‌کنند. تمرکز بر روی مکان‌هایی مانند Ancon Hill, Balboa و Panama City بسیار دیدنی است. در رشته کوه‌های آند، در امتداد یک راهرو باریک مهاجرت می‌کند و به‌ندرت از مسیر خود منحرف می‌شود. به عنوان مثال، تنها در Serranía de las Quinchas کلمبیا - فقط ۱۰۰ کیلومتر (۶۲ مایل) یا بیشتر از مسیر مهاجرت معمول خود - در سال ۲۰۰۰/۲۰۰۱ ثبت شد.[۹] در برزیل، پرندگان مهاجر از ایالت‌های غربی آکر و ماتو گروسو عبور می‌کنند، در حالی که پرندگان زمستان‌گذران ممکن است به ایالت‌های جنوبی پارانا، ریو گراند دو سول و سائوپائولو سرگردان شوند. اما با شگفتی، باز سواینسون گاه‌گاهی - از جمله پرندگان یک یا دوساله - در ایالت‌های شرقی مارانهائو، پارا، پرنامبوکو، پیائو و توکانتینز، هزاران کیلومتر دورتر از مسیر معمول مهاجرت و مناطق زمستانی گاهی ثبت شده است. در اواسط تابستان این نشان می‌دهد که افراد گهگاه در طول مهاجرت گم می‌شوند، و/یا ممکن است یک سال تمام را در مناطق گرمسیری بگذرانند و در مناطق پیرامون، به جای زمستان‌گذرانی در یک مکان، بگذرانند.[۱۰] در اروگوئه، اولین مطالعات اختصاصی نشان می‌دهد که نامعمول نیست، اما در فصل زمستان به صورت تکه‌ای در سراسر کشور پراکنده می‌شود. قابل توجه است که در بخش‌های فلورس و پایساندو کمتر گزارش شده بود، جایی که به نظر می‌رسد در واقع یک مهاجر معمولی است. در سال‌های اخیر، اولین پرندگان در اوایل نوامبر دیده شدند و برخی تا اواخر فوریه در آنجا ماندند. تعداد در سراسر نوامبر افزایش می‌یابد و در دسامبر به اوج خود می‌رسد، زمانی که گله‌های ده‌ها فردی در زمین‌های باز پرسه می‌زنند. اما بسیاری از آنها تنها برای چند هفته اندکی پیش از خروج دوباره می‌مانند.[۱۱] مهاجرت بهاره پس از عبور پرندگان از مکزیک و پراکندگی آنها در محدوده تولیدمثل گسترش می‌یابد. گروه‌های مهاجر در ماه مارس در ایالت‌های جنوبی ایالات متحده دیده می‌شوند. نخستین بازهای سواینسون در اواخر مارس به جنوب کانادا می‌رسند و مهاجرت از میانه آوریل و پس از آن به اوج خود می‌رسد.